# ویل ۲۴۱۲
سیارک ۲۴۱۲ (به انگلیسی: 2412 Wil، نامگذاری:3537P-L) دو هزار و چهارصد و دوازدهمین سیارک کشف شده‌است که در ۱۷ اکتبر ۱۹۶۰ کشف شد.
قدر مطلق سیارک برابر ۱۲٫۰۰ است.